# 镇龙乡 (横州市)
镇龙乡，是中华人民共和国广西壮族自治区南宁市横州市下辖的一个乡镇级行政单位。

## 行政区划
镇龙乡下辖以下地区：
那州社区、马兰村、凤丹村、榃可村、盐田村、那旭村、六昌村、大站村、古楼村、六谢村、合源村和镇龙林场生活区。